# Egàleos (turó)
Egàleos (en llatí: Aegaleos, en grec antic: Αἰγάλεως) era un turó situat a la serralada de muntanyes de l'Àtica entre les planes d'Atenes i Eleusis.
Des de dalt d'aquest turó, Xerxes va presenciar la batalla de Salamina. Acabava en un promontori anomenat Amfíale (Ἀμφιάλη), davant mateix de Salamina, de la que, segons Estrabó, només distava dos estadis.
Al voltant de la muntanya hi ha algunes ciutats, com ara Níkea, Coridal·los, Drapetsona i altres. Vora d'aquest turó hi passava l'antiga Via Sacra, per on discorria una processó que celebrava els Misteris eleusins.